# Carpóforo (botánica)

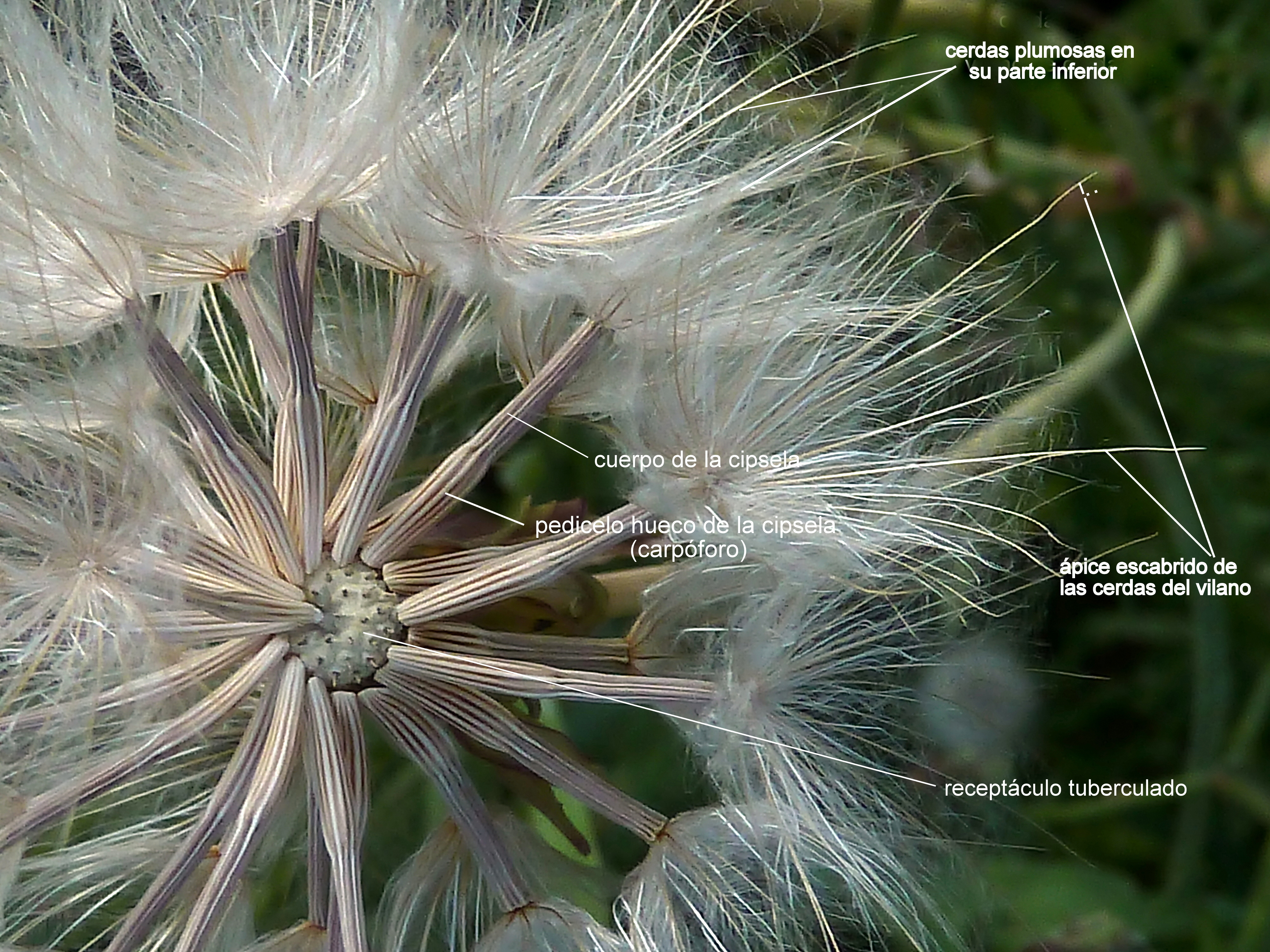
Un ejemplo de carpóforo exterior en Podospermum laciniatum (Asteraceae)

En anatomía botánica de las plantas superiores, se llama carpóforo a una prolongación pediceliforme del eje floral (tálamo) que soporta el gineceo y, después, el fruto; pero, cuando este último todavía no está formado, se habla más bien de ginóforo. Se ha usado erróneamente el término estípite como sinónimo de carpóforo, pero no lo es en absoluto. El término ginopodio, sí, es sinónimo de estípite, cuando este último se refiere al ovario —se habla entonces de gineceo estipitado—, y no lo es, pues, de ginóforo, aunque existe discrepancia sobre lo particular.
El carpóforo puede ser externo (por ejemplo en géneros de las familias Capparaceae y Asteraceae) o interno (por ejemplo en la familia Apiaceae).
Los términos carpopodio, o carpophorus —este último, esencialmente en la literatura botánica anglosajona— son estrictos sinónimos, pero los vocablos carpopodium, carpopodia, para dichos autores anglosajones, corresponde a la zona, celularmente diferenciada, de abscisión entre la cipsela y el receptáculo en la familia Asteraceae; tendría una notable relevancia en la dispersión de dichas cipselas.
|                    |
| Ginopodio/estípite |

|                    |
| Gineceo estipitado |

|          |
| Ginóforo |

|           |
| Carpóforo |